# Adam Hochschild
Pour le mathématicien américain, voir Gerhard Hochschild.
Adam Hochschild (New York, 1942) est un écrivain américain et historien. Il est un des cofondateurs du journal Mother Jones. En 2012, son travail a été récompensé par l'American Academy of Arts and Letters.

## Biographie
Fils unique du juif allemand Harold Hotchschild, il grandit dans un milieu qu’il a décrit dans son premier livre Half the Way Home : a Memoir of Father and Son, publié en 1986.
Il est diplômé de Harvard en 1963 avec un BA en histoire et en littérature.
En travaillant comme étudiant en Afrique du Sud, il milite contre les injustices du racisme et travaille pour un journal anti-apartheid. Il se joint au mouvement des droits civiques aux États-Unis, il manifeste contre la guerre du Viêt Nam et trouve un travail de journaliste au journal Ramparts. Plus tard, il fonde Mother Jones avec deux partenaires. Il vécut six mois en Inde en 1990.
Adam Hochschild et la sociologue Arlie Russell Hochschild ont deux enfants.
Hochschild a aussi écrit pour The New Yorker, Harper's Magazine, The New York Review of Books, The New York Times Magazine et The Nation. Il fut aussi commentateur pour All Things Considered de la National Public Radio.
Hochschild vit aujourd'hui à Berkeley et enseigne l’écriture au Graduate School of Journalism  à l'université de Californie à Berkeley.

## Essais
Il a écrit The Mirror at Midnight : a South African Journey (1990) et The Unquiet Ghost: Russians Remember Stalin (1994), Finding the Trapdoor: Essays, Portraits, Travels (1997) et Les Fantômes du roi Léopold (1998) sur la colonisation du Congo par Léopold II de Belgique. À ce propos, il rend hommage aux travaux de Jules Marchal, historien belge dont les recherches lui ont apporté un soutien crucial : « Il y a surtout, pour moi, l'historien Jules Marchal qui depuis plus de 25 ans a scrupuleusement enquêté sur ces aspects du passé colonial que tant de ses compatriotes préfèrent ignorer. Son œuvre a valeur de modèle pour chacun d'entre nous ». Etienne van de Walle, Aline Désesquelles et Jacques Houdaille, dans un compte rendu de l'ouvrage Les fantômes du Roi Leopold. Un holocauste oublié pointent du doigt les approximations démographiques de l'auteur. Selon eux, même en incluant un déficit de naissances, Adam Hochschild « n'aboutit pas à des estimations réalistes ». Le chiffre de 10 millions de décès qu'il indique serait « l'aboutissement d'un tour de passe-passe statistique ».
Son livre Bury the Chains: Prophets and Rebels in the Fight to Free an Empire's Slaves a été publié en 2005. To End All Wars: A Story of Loyalty and Rebellion, 1914-1918 été publié en 2011, et Spain in Our Hearts: Americans in the Spanish Civil War, 1916-1939 en 2016. Ses livres sont traduits en 14 langues.

## Ouvrages
français
- Les Fantômes du roi Léopold, Paris Belfond, 1998.

anglais
- Half the Way Home (1986)

Review : Michiko Kakutani in The New York Times
- The Unquiet Ghost (1994/2003)

Reviews : Mary Beth Immediata for the History Cooperative, Robert Legvold (en) in Foreign Affairs July/August 1994
- King Leopold's Ghost (1998/2006)

Review : Godwin Rapando Murunga in African Studies Quarterly
- Bury the Chains (2005)

Review : Steven Mufson in The Washington Post (January 23  2005)
- To End all Wars: A Story of Loyalty and Rebellion, 1914–1918 (2011)

Review : Christopher Hitchens in The New York Times (May 2011)